# Joss Williams
Joss Williams é um especialista em efeitos visuais estadunidense. Venceu o Oscar de melhores efeitos visuais na edição de 2012 por Hugo, ao lado de Ben Grossmann, Alex Henning e Robert Legato.